# الكحول والمجتمع

وجدت دراسة ISCD لعام 2010 بعنوان "أضرار المخدرات في المملكة المتحدة: تحليل قرار متعدد المعايير "أن الكحول حصل على أعلى الدرجات بشكل عام وفي التكلفة الاقتصادية والإصابة والمصاعب الأسرية والأضرار البيئية والأضرار المجتمعية.

يرتبط الكحول والمجتمع ارتباطًا وثيقًا، حيث يستهلك على نطاق واسع ومسموح به قانونًا في معظم بلدان العالم، على الرغم من قدرته على التسبب في العديد من المشكلات. وفقًا لتقرير منظمة الصحة العالمية لعام 2024، تؤدي هذه العواقب الضارة لاستخدام الكحول إلى 2.6 مليون حالة وفاة سنويًا، وهو ما يمثل 4.7% من جميع الوفيات العالمية.

## تطور معايير الكحول

### التثقيف حول الكحول
التثقيف بشأن الكحول هو توفير المعلومات والمهارات المخطط لها والتي تتعلق بالعيش في عالم حيث يتم إساءة استخدام الكحول بشكل شائع. يسلط تقرير منظمة الصحة العالمية العالمي عن حالة الكحول والصحة الضوء على حقيقة مفادها أن الكحول سوف يشكل مشكلة أكبر في السنوات اللاحقة، حيث تشير التقديرات إلى أنه سيكون السبب الرئيسي للإعاقة والوفاة.

### إزالة التطبيع
في أكتوبر 2024، أطلق المكتب الإقليمي لمنظمة الصحة العالمية في أوروبا حملة "إعادة تعريف الكحول" للتصدي للمخاطر الصحية المرتبطة بالكحول، حيث يتسبب الكحول في وفاة ما يقرب من 1 من كل 11 حالة وفاة في المنطقة. تهدف الحملة إلى زيادة الوعي حول ارتباط الكحول بأكثر من 200 مرض، بما في ذلك عدة أنواع من السرطان، وتشجيع الخيارات الصحية من خلال مشاركة الأبحاث والقصص الشخصية. كما تدعو إلى فرض لوائح أكثر صرامة على الكحول للحد من أضراره الاجتماعية. تأتي هذه المبادرة كجزء من مشروع منظمة الصحة العالمية/الاتحاد الأوروبي "الأدلة إلى العمل بشأن الكحول"، الذي يسعى إلى تقليل الأضرار المرتبطة بالكحول في جميع أنحاء أوروبا.

### الامتناع عن المسكرات
الامتناع عن المسكرات هو ممارسة الامتناع تمامًا عن استهلاك الكحول، وخاصة في مشروب كحولي. يُطلق على الشخص الذي يمارس (وربما يدعو إلى) الامتناع عن المسكرات اسم "ممتنع عن المسكرات" (في الإنجليزية الأمريكية: Teetotaler، وفي الإنجليزية البريطانية: Teetotaller)، أو يُقال إنه يتبع نهج الامتناع. عالميًا، في عام 2016، لم يشرب 57% من البالغين الكحول خلال الاثني عشر شهرًا الماضية، ولم يسبق لـ 44.5% منهم استهلاك الكحول. أسست عدد من منظمات الامتناع بهدف تعزيز الامتناع عن المسكرات وتوفير أماكن للتواصل الاجتماعي لغير الشاربين.

### الامتناع المتقطع
يشير الامتناع المتقطع إلى فترات مخطط لها للامتناع عن الكحول، وغالبًا ما تكون جزءًا من حملات توعية أو مبادرات صحية شخصية.
أمثلة بارزة تشمل:
- يناير الجاف: حملة سنوية تشجع الناس على الامتناع عن الكحول خلال شهر يناير.
- Dry July: مبادرة مشابهة تُقام في يوليو، وغالبًا ما تتضمن جمع التبرعات لصالح الجمعيات الخيرية المتعلقة بالسرطان.
- Ocsober: تحدٍ في شهر أكتوبر للامتناع عن الكحول.

### فضول الامتناع

انخفض استهلاك الكحول العالمي للفرد على مدار القرن العشرين، مما يشير إلى تحول نحو إعطاء الأولوية للصحة والرفاهية.

فضول الامتناع هو حركة ثقافية ونمط حياة يهدف إلى استهلاك محدود أو عدم استهلاك الكحول، وبدأت هذه الحركة في أواخر العقد الثاني من القرن الحادي والعشرين.[بحاجة لمصدر] تختلف هذه الحركة عن الامتناع التقليدي حيث إنها لا تستند إلى زهد، أو إدانة دينية للكحول، أو تاريخ سابق مع معاقرة الكحول، وإنما تُحفَّز من خلال الفضول حول أسلوب حياة خالٍ من الكحول. وقد استجابت الأسواق لهذه الحركة من خلال تقديم مجموعة أوسع من المشروبات غير الكحولية.
يُعرَّف فضول الامتناع غالبًا بأنه حرية التساؤل أو تغيير عادات الشرب لأسباب صحية نفسية أو جسدية. يمكن أن يُمارس هذا النهج بطرق متعددة، بدءًا من الامتناع الكامل إلى التفكير بعناية بشأن توقيت وكمية الاستهلاك.
منذ بداية جائحة فيروس كورونا، خفض عدد أكبر من الناس في أوروبا استهلاكهم للكحول.

## الاستخدام

### توصيات استهلاك الكحول

نسبة السكان فوق سن الخامسة عشرة الذين لم يشربوا الكحول خلال العام الماضي (نسخة تفاعلية)؛ في معظم البلدان، تتجاوز النسبة الثلث.

تتفاوت التوصيات بشأن الحد الأقصى الموصى به (أو الحدود الآمنة) لاستهلاك الكحول بين عدم الشرب إطلاقًا وبين توجيهات يومية أو أسبوعية تصدرها وكالات الصحة الحكومية. نشرت منظمة الصحة العالمية بيانًا في مجلة ذا لانسيت Public Health في أبريل 2023 يؤكد أنه "لا يوجد مستوى آمن لا يؤثر على الصحة".
وفقًا لوزارة الزراعة الأمريكية، وبناءً على مسوحات استقصاء الصحة الوطنية وفحص التغذية للأعوام 2013–2014، تستهلك النساء في الولايات المتحدة ممن تبلغ أعمارهن 20 عامًا فأكثر ما معدله 6.8 جرام/يوم، بينما يستهلك الرجال ما معدله 15.5 جرام/يوم.
وجدت مراجعة في مارس 2023 أن الشرب اليومي الخفيف إلى المعتدل ليس مرتبطًا بشكل كبير بزيادة معدل الوفيات، لكن الاستهلاك الأعلى يزيد من المخاطر، حيث تتأثر النساء بمستويات أقل مقارنة بالرجال.
ومع ذلك، وفقًا لمراجعة منهجية وتحليل تلوي نُشرا في عام 2024، فإن تناول 20 جرام/يوم (ما يعادل مشروب بيرة كبير) يزيد من خطر الإصابة باضطراب استخدام الكحول (AUD) بنحو 3 مرات مقارنة بغير الشاربين، كما يزيد خطر الوفاة من اضطراب استخدام الكحول بنحو مرتين مقارنة بغير الشاربين.

### ثقافة الشرب

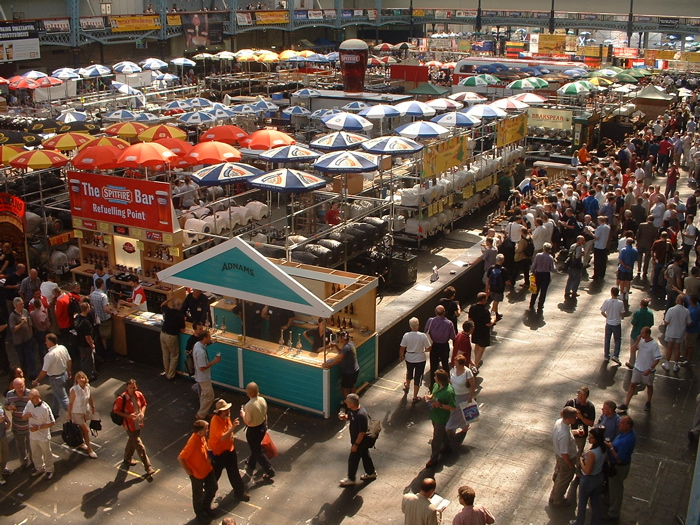
مهرجان بيرة بريطانيا الكبير، لندن

يعد شرب الكحول مقبولًا اجتماعيًا بشكل عام وقانونيًا في معظم البلدان، بخلاف العديد من المواد الترفيهية الأخرى. كثير من الطلاب في الكليات والجامعات والمؤسسات التعليمية العليا يستهلكون المشروبات الكحولية. ومع ذلك، توجد غالبًا قيود على بيع واستهلاك الكحول، مثل السن القانوني لاستهلاك الخمر والقوانين التي تحظر الشرب في الأماكن العامة والشرب أثناء القيادة.
أظهرت دراسة تحليلية منهجية في عام 2024 أن استهلاك الكحول يزداد بشكل متوسط سنويًا، مع حدوث الزيادة الأكثر أهمية بين سن 12 و13 عامًا. بلغ الاستهلاك ذروته حوالي سن 22 عامًا، ثم بدأ بالانخفاض عند سن 24.
يتمتع الكحول بأهمية ثقافية واجتماعية كبيرة، حيث يلعب دورًا في التفاعلات الاجتماعية عبر معظم أنحاء العالم. تدور مكانات الشرب، مثل الحانات وناد ليليات، بشكل رئيسي حول بيع واستهلاك المشروبات الكحولية، وغالبًا ما تتضمن الحفلات والمهرجانات والتجمعات الاجتماعية تناول الكحول. يرتبط الكحول بمجموعة من المشكلات الاجتماعية، بما في ذلك القيادة تحت تأثير الكحول، والإصابات العرضية، الاعتداء الجنسي، العنف الأسري، والجرائم العنيفة. لا يزال الكحول غير قانوني للبيع والاستهلاك في قائمة الدول التي تمنع استهلاك الكحول، وتحديدًا في منطقة الشرق الأوسط.
البحث عن الفوائد الاجتماعية للكحول نادر، لكن دراسة في عام 2017 أشارت إلى أن هناك بعض الفوائد. يستخدم الكحول غالبًا كـمُرَخِّي اجتماعي؛ فهو يزيد من حدوث ابتسامة، والتحدث، وترابط بشري، حتى عندما لا يكون المشاركون على وعي باستهلاكهم للكحول أو عدمه.
في دراسة في المملكة المتحدة، كان الشرب المنتظم مرتبطًا بالسعادة، والشعور بأن الحياة ذات قيمة، والرضا. وفقًا لتحليل مسار الطريق، كانت العوامل عكسية؛ لم يكن استهلاك الكحول هو السبب، بل أن الرضا عن الحياة كان يؤدي إلى مزيد من السعادة والرغبة في زيارة الحانات وتطوير مكان دائم للشرب. تم تمييز الحانات في وسط المدينة بتركيزها على زيادة مبيعات الكحول. كانت الحانات المجتمعية أقل تنوعًا في أحجام المجموعات المرئية وكانت المحادثات أطول وأكثر تركيزًا مقارنة بتلك الموجودة في حانات وسط المدينة. أدى الشرب المنتظم في حانة مجتمعية إلى زيادة الثقة في الآخرين والشبكات الاجتماعية مع المجتمع المحلي مقارنة بغير الشاربين وشاربي حانات وسط المدينة.

### المبادرات العالمية

هدف التنمية المستدامة الثالث للأمم المتحدة هو جزء من "دليل سياسة الكحول"

يعد هدف التنمية المستدامة الثالث للأمم المتحدة جزءًا من "دليل سياسة الكحول"، وهو مصدر لتحقيق أهداف إطار العمل الأوروبي لمنظمة الصحة العالمية للعمل بشأن الكحول (2022–2025) وخطة العمل العالمية لمنظمة الصحة العالمية بشأن الكحول (2022–2030).
نظام المعلومات العالمي حول الكحول والصحة (GISAH) هو أداة طورتها منظمة الصحة العالمية لجمع وتحليل البيانات المتعلقة باستهلاك الكحول، والقضايا الصحية ذات الصلة، واستجابات السياسات في البلدان.
تهدف مبادرة منظمة الصحة العالمية SAFER إلى تقليل الأضرار المتعلقة بالكحول من خلال مجموعة شاملة من الاستراتيجيات. تتكون مكونات المبادرة من ما يلي:
- S تعزيز القيود على توفر الكحول
- A تعزيز وإنفاذ تدابير مكافحة القيادة تحت تأثير الكحول
- F تسهيل الوصول إلى الفحص والتدخلات القصيرة والعلاج
- E فرض حظر أو قيود شاملة على إعلانات الكحول، والرعاية، والترويج
- R زيادة أسعار الكحول من خلال الضرائب على الكحول وسياسات التسعير

### العوامل النفسية الاجتماعية
أظهرت الأبحاث أن العوامل النفسية الاجتماعية المختلفة يمكن أن تؤثر على أنماط استهلاك الكحول طوال حياة الفرد.
تشير دراسة أجراها مركز UT Southwestern الطبي في عام 2024 إلى أن ارتفاع نسبة الذكاء خلال المدرسة الثانوية مرتبط بزيادة احتمال شرب الكحول بشكل معتدل أو مفرط في منتصف العمر، حيث يرتبط كل زيادة بمقدار نقطة واحدة في معدل الذكاء بزيادة بنسبة 1.6% في احتمالية تناول الكحول بهذا الشكل. كما وجدت الدراسة أن هذه العلاقة تتأثر بالعوامل النفسية الاجتماعية، خصوصًا الدخل وضغط العمل، مما يبرز الحاجة إلى المزيد من البحث في مجموعات سكانية متنوعة.

### الدين

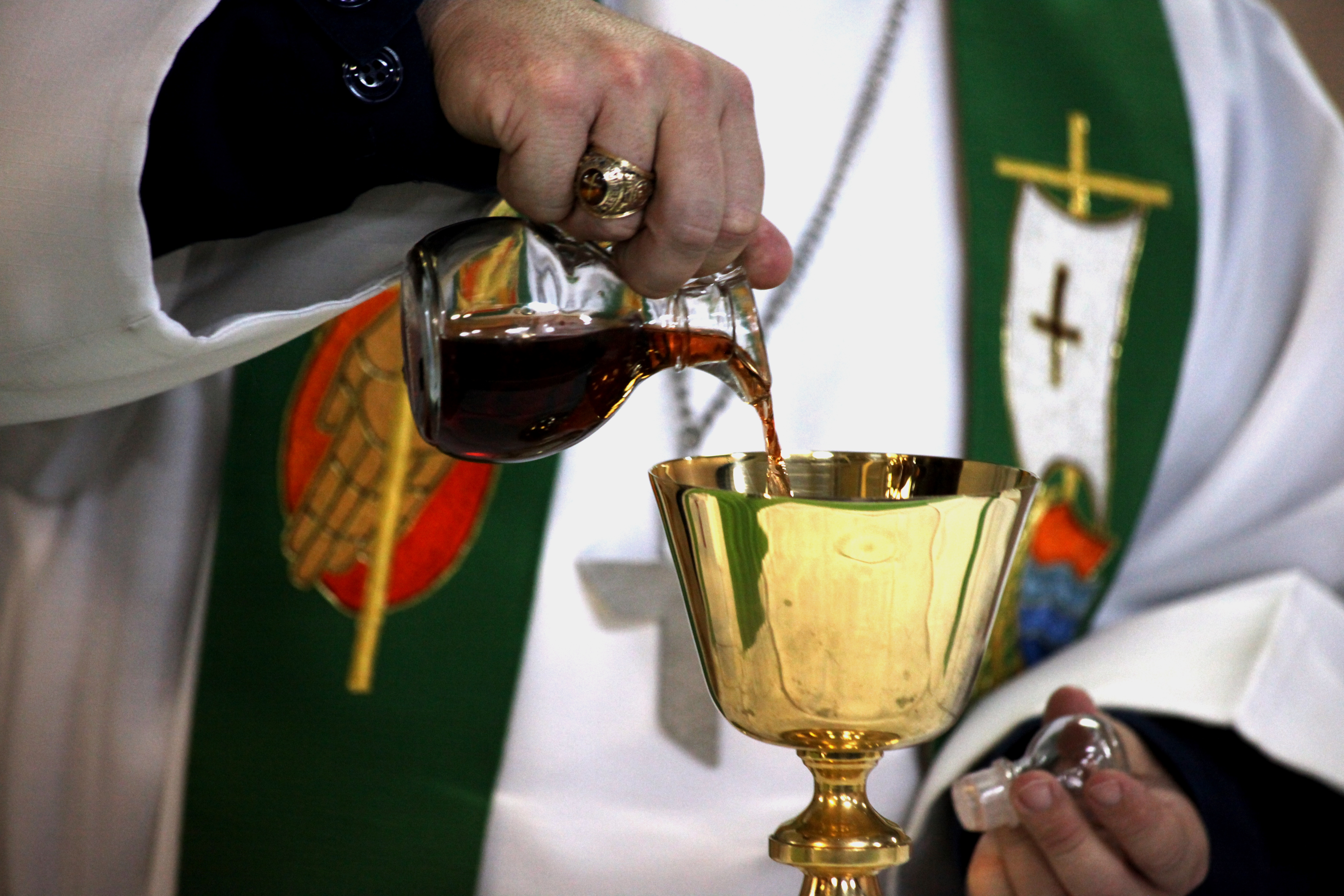
قسيس يسكب نبيذًا مقدسًا من cruet إلى كأس قربان

تظهر العلاقة بين الدين والكحول تباينًا عبر الثقافات والمناطق الجغرافية والطوائف الدينية. بعض الأديان تركز على الاعتدال والاستخدام المسؤول للكحول كوسيلة لتكريم هبة الحياة الإلهية، في حين أن البعض الآخر يفرض حظرًا تامًا على الكحول كوسيلة لتكريم هبة الحياة الإلهية. علاوة على ذلك، داخل نفس التقليد الديني، هناك العديد من الأتباع الذين قد يفسرون ويمارسون تعاليم دينهم بشأن الكحول بطرق متنوعة. وبالتالي، تؤثر مجموعة واسعة من العوامل مثل الانتماء الديني، ومستويات التدين، والتقاليد الثقافية، والتأثيرات العائلية، والشبكات الاجتماعية في ديناميكية هذه العلاقة.
يمكن تقسيم مستويات استهلاك الكحول في السياق الروحي إلى:
- الحظر: بعض الأديان، بما في ذلك الإسلام[27] تحظر استهلاك الكحول  [لغات أخرى]‏.
- الاستخدام الرمزي: في بعض الطوائف المسيحية، يكون النبيذ المقدس كحوليًا، ولكن يتم تناول رشفة صغيرة فقط، ولا يرفع تركيز الكحول في الدم، بينما تستخدم طوائف أخرى نبيذًا غير كحولي. انظر أيضًا إراقة الشراب.
- التقليل من الاستهلاك: الهندوسية لا تحتوي على سلطة مركزية يتبعها جميع الهندوس، على الرغم من أن النصوص الدينية عمومًا تشجع على تقليل استخدام أو استهلاك الكحول.
- الاستخدام الروحي المذهل.

### العلمانية
في بعض الثقافات، بما في ذلك تلك التي لديها تقاليد دينية، يُقبل استهلاك الكحول باعتدال للاحتفال بالمناسبات السعيدة في سياق غير ديني، تعلمن.
خلال عيد المساخر اليهودي، يُلزم اليهود بشرب الكحول (خاصة نبيذ كشروت) حتى تصبح قدراتهم في الحكم مشوشة وفقًا لـسفر إستير. ومع ذلك، فإن عيد المساخر يحمل طابعًا وطنيًا أكثر من كونه دينيًا.

## المفاهيم الخاطئة
بينما يستخدم مصطلحي "مخدر" و"دواء" أحيانًا بالتبادل، فإن "المخدر" قد يحمل دلالة سلبية، وغالبًا ما يرتبط بالمواد غير القانونية مثل الكوكايين أو الهيروين.
يشير مصطلح ناركوتي عادة إلى الأفيونات أو الأوبيودات، والتي تُسمى المسكنات المخدرة. في اللغة العامية والاستخدام القانوني، يتم استخدامه غالبًا بشكل غير دقيق للإشارة إلى المخدرات غير المشروعة، بغض النظر عن الفارماكولوجيا الخاصة بها. ومع ذلك، في قائمة الدول التي تمنع استهلاك الكحول، يصنف ويعامل كمخدر. كما أن الأبحاث تعترف بأن الكحول يمكن أن يكون له تأثيرات مشابهة لتلك الخاصة بالمخدرات في حالات إصابة الرأس و/أو إصابة صدرية. بالإضافة إلى هذه النتائج، تشير الأبحاث الحديثة إلى أن استهلاك الكحول بين المرضى الذين يعانون من الألم المزمن والذين يتلقون العلاج بالأوبيودات على المدى الطويل يرتبط بزيادة في الرغبة في استخدام الأوبيودات.
إن التطبيع لاستهلاك الكحول، جنبًا إلى جنب مع المفاهيم الخاطئة السابقة حول فوائده الصحية، والتي يروج لها أيضًا القطاع الصناعي، يعزز الفكرة الخاطئة بأن الكحول ليس "مخدرًا". حتى في مجال البحث العلمي، يستمر استخدام العبارة الشائعة "المخدرات والكحول"، مما يوحي بأن الكحول somehow منفصل عن المخدرات الأخرى.
قد تلاحظ انتقادات صناعة الكحول أن الصناعة تجادل بأن "الكحول ليس مخدرًا". أيضًا، بعض المنظمات الدينية، مثل الكنيسة الكاثوليكية، تتطلب نبيذ قربان كحاجة في الإفخارستيا ولا تصنف الكحول بشكل صريح كمخدر بنفس الطريقة التي تصنف بها المواد غير المشروعة. تعتبر هذه الممارسة تقليدًا طويل الأمد داخل الكنيسة، مما يعكس أهميتها التاريخية واللاهوتية، وتطبيع استخدام الكحول ضمن طقوسها. ومع ذلك، فإن مصطلح "الكحول والمخدرات الأخرى"، وهو مصطلح يستخدمه بشكل متكرر سلطات الصحة العامة، يبرز هذا الإدراج من خلال تصنيف الكحول مع المواد الأخرى التي تغير المزاج والسلوك.
من المفارقات أنه رغم كونه قانونيًا، تم تصنيف الكحول علميًا كمخدر، وقد ثبت ارتباطه بشكل ملحوظ بزيادة شرب سلبي أكثر من معظم المخدرات غير القانونية. وهذا يتناقض مع التصور الذي يحمله البعض بأن الكحول مادة غير ضارة.

## القانون

### رسائل تحذيرية على عبوات الكحول

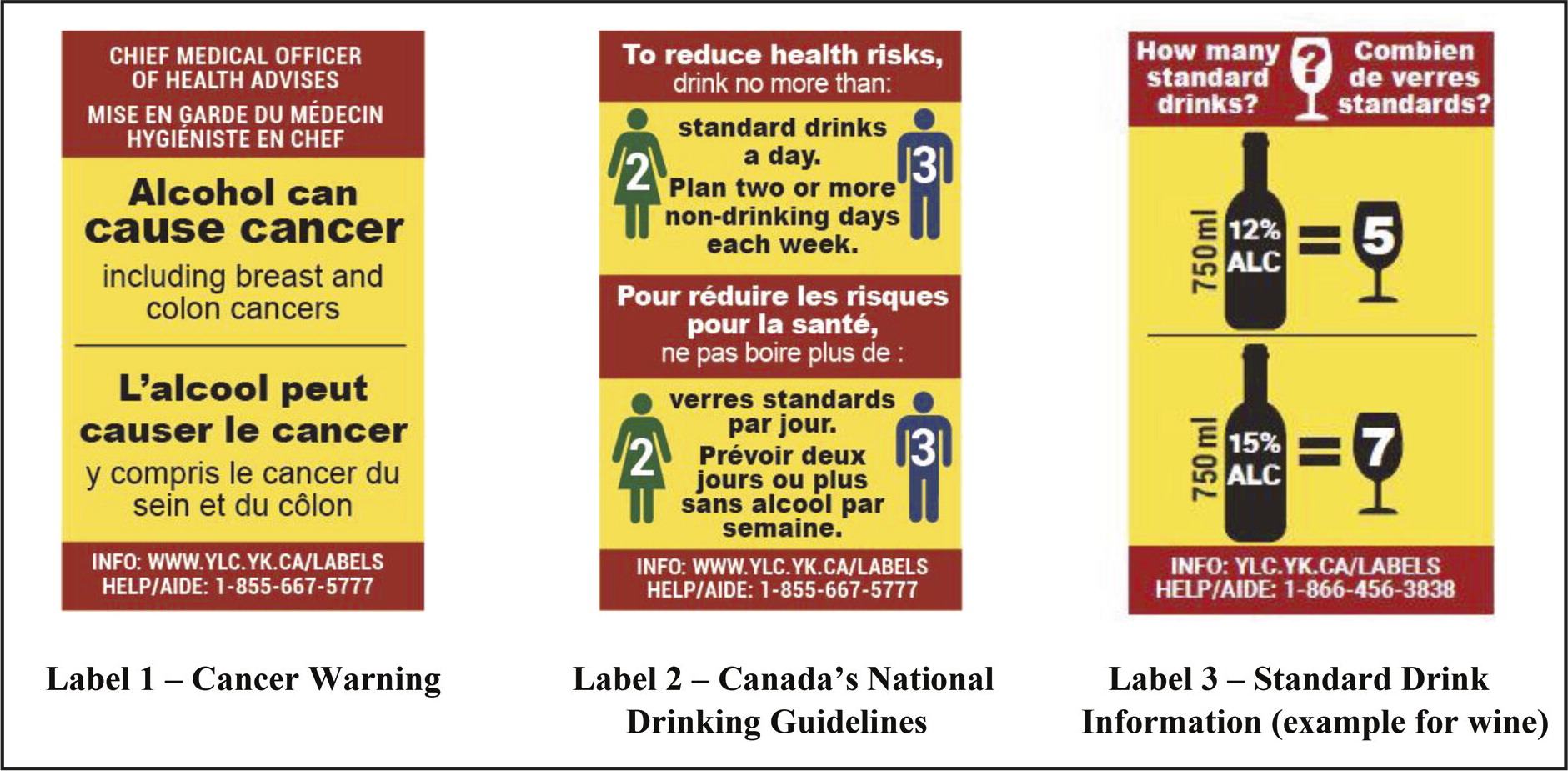
ملصقات تحذيرية تدخّلية على عبوات الكحول (الحجم الفعلي 5.0 سم × 3.2 سم لكل منها). التدخل الملصقي تضمّن ثلاثة ملصقات متناوبة: (أ) تحذير من السرطان، (ب) إرشادات وطنية للشرب، و(ج) معلومات عن المشروب القياسي (تم تطوير أربعة ملصقات منفصلة للنبيذ، المشروبات الروحية، الكوكتيلات، والبيرة؛ المثال المعروض أعلاه خاص بالنبيذ)

رسائل التحذير على عبوات الكحول (ملصقات تحذير الكحول، AWLs) هي رسائل تحذيرية ‏ تظهر على عبوات المشروب الكحولي بشأن الكحول والصحة.
ذكرت منظمة الصحة العالمية في تقرير نُشر عام 2017:
يمكن اعتبار وضع علامات على منتجات الكحول جزءاً من استراتيجية شاملة في الصحة العامة للحد من الأضرار المرتبطة بالكحول. إن إضافة علامات صحية إلى عبوات الكحول هو خطوة أولى هامة لزيادة الوعي وله فائدة طويلة الأمد في المساعدة على ترسيخ فهم اجتماعي للاستخدام الضار للكحول.

### الوضع القانوني

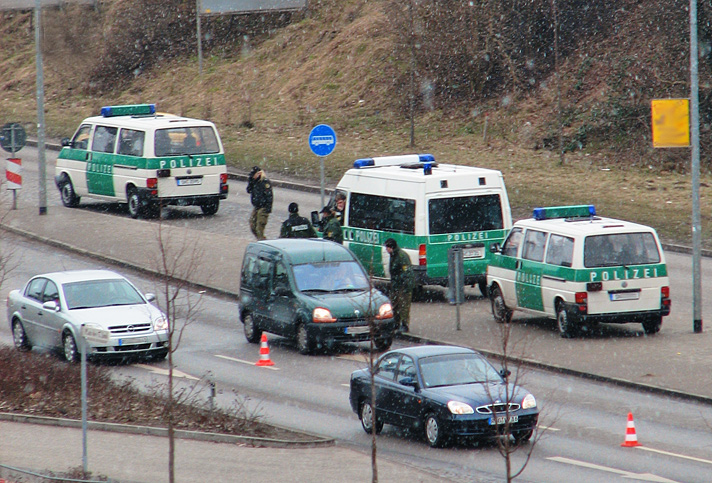
نقطة تفتيش الصحو في شترالزوند، ألمانيا

استهلاك الكحول قانوني ومتوافر بالكامل في معظم دول العالم. كما أن المشروبات الكحولية المنزلية ذات المحتوى الكحولي المنخفض مثل النبيذ والبيرة قانونية في معظم الدول، ولكن تقطير مون شاين خارج مصنع تقطير مسجل يبقى غير قانوني في أغلبها.
بعض الدول ذات الأغلبية المسلمة مثل السعودية، الكويت، باكستان، إيران وليبيا تحظر إنتاج، بيع، واستهلاك المشروبات الكحولية لأنها محرمة في خمر. القوانين التي تحظر استهلاك الكحول موجودة أيضاً في بعض الولايات الهندية وفي بعض المحميات الهندية في الولايات المتحدة.
بالإضافة إلى ذلك، هناك لوائح على بيع واستخدام الكحول في العديد من الدول حول العالم. فعلى سبيل المثال، الغالبية العظمى من الدول لديها حد أدنى للسن القانوني لاستهلاك الخمر لشراء أو استهلاك المشروبات الكحولية، على الرغم من وجود استثناءات مثل استهلاك القاصرين لكميات صغيرة من الكحول تحت إشراف الوالدين. كما أن بعض الدول تحظر السكر العلني. شرب الكحول أثناء القيادة أو القيادة تحت تأثير الكحول غالباً ما يكون محظوراً، وقد يكون من غير القانوني وجود وعاء مفتوح للكحول أو زجاجة خمر في السيارة، حافلة أو طائرة.
في إيران، يُعاقب على استهلاك الكحول (كأس واحد) بـ 80 جلدة، ولكن الجرائم المتكررة قد تؤدي إلى عقوبة الإعدام، رغم أن تنفيذها نادر. في عام 2012، حكم على رجلين بالإعدام بعد مخالفة ثالثة في خراسان.

### سياسات الحد الأدنى للتسعير
يمثل الحرف "R" في مبادرة "SAFER" التابعة لـ منظمة الصحة العالمية عبارة "Raise prices on alcohol through excise taxes and pricing policies" (رفع أسعار الكحول من خلال الضرائب والسياسات التسعيرية)، مما يؤكد أهمية التدابير الاقتصادية للتخفيف من الأضرار المتعلقة بالكحول.
قانون الحد الأدنى لتسعير الكحول (إسكتلندا) لعام 2012 ‏ هو قانون صادر عن البرلمان الإسكتلندي ‏، والذي يُدخل نظام الحد الأدنى للكحول، في البداية 50 بنساً لكل وحدة كحول، كعنصر في البرنامج لمواجهة الكحولية.
قانون الخمور 2019 ‏ هو قانون سُن ووقّع عليه من قبل الجمعية التشريعية للإقليم الشمالي ‏ في عام 2019، ويُدخل حداً أدنى قانونياً لسعر الكحول لمواجهة الكحولية.
قانون الصحة العامة (الحد الأدنى لسعر الكحول) (ويلز) 2018 ‏ (anaw 5) هو قانون صادر عن الجمعية الوطنية لويلز، والذي يُدخل نظام الحد الأدنى للكحول، في البداية 50 بنساً لكل وحدة كحول، كجزء من البرنامج لمواجهة الكحولية.
في النمسا، سويسرا وألمانيا، يُحدد أن على مقدمي المشروبات تقديم مشروب أو أكثر غير كحولي بسعر أقل من أي مشروب كحولي. قبل تطبيق ما يُسمى بـفقرة عصير التفاح في ألمانيا عام 2002، كان الجعة غالباً أرخص مشروب متاح.

### تدريب مقدمي الكحول
تدريب مقدمي الكحول هو شكل من أشكال المهن التعليمية يقدم عادة للخدم، البائعين والمستهلكين للكحول بهدف منع التسمم الكحولي، القيادة تحت تأثير الكحول ووالسن القانوني. يُنظم هذا التدريب أحيانًا ويُلزم به بموجب قوانين الدولة والمحلية، خاصة في أمريكا الشمالية، ويتزايد تطبيقه في دول أخرى ناطقة بالإنجليزية مثل أستراليا. في بعض الأماكن، مثل أستراليا، يشترط القانون الحصول على هذه المؤهلات قبل أن يُسمح للفرد بالعمل في بيع الكحول.

## انتقادات لصناعة الكحول

منشور تسويقي من Absolut متعلق تسويق لمجتمع الميم في بورتلاند، أوريغون. تاريخيًا، عانت مجتمعات LGBT+ من مستويات أعلى من تعاطي المواد مقارنةً بالأفراد غير المنتمين لهذه المجتمعات.

أظهر مسح أجراه المعهد الأمريكي لأبحاث السرطان (AICR) في عام 2019 أن 45% فقط من الأمريكيين كانوا على دراية بخطر الإصابة بالسرطان المرتبط باستهلاك الكحول، مقارنةً بـ 39% في عام 2017. يعتقد AICR أن الإعلانات عن الكحول المتعلقة بفوائد الكحول وأمراض القلب والأوعية الدموية الصحية لتناول الكحول بكميات معتدلة تطغى على الرسائل المتعلقة بزيادة مخاطر السرطان.
حاولت صناعة الكحول تسويق منتجاتها لجذب الشباب والبالغين الصغار.
يزيد شرب المشروبات الكحولية من خطر الإصابة بـ الكحول وسرطان الثدي. تشير العديد من الدراسات إلى أن استخدام سوق مستهدف من قبل صناعة الكحول لربط منتجاتها بحملات التوعية بسرطان الثدي، والمعروفة بـ الغسيل الوردي ‏، يعد مضللًا وربما ضارًا.
قامت صناعات الكحول بتسويق منتجاتها بشكل مباشر لمجتمع LGBT+. في عام 2010، من بين المهرجانات التي ذكرت الرعاة، كان 61% من فعاليات الفخر ممولة من صناعة الكحول. وجدت دراسة أن استهلاك الكحول داخل مجتمعات LGBTQ+ يمثل تحديًا لجهود تعزيز الصحة. العلاقة الإيجابية مع الكحول داخل هذه المجتمعات تجعل من الصعب تقليل المشكلات الصحية المتعلقة بالكحول.

## الجرعة القياسية
الجرعة القياسية هي مقياس لاستهلاك الكحول يمثل كمية ثابتة من الإيثانول النقي، وتستخدم في سياق التوصيات المتعلقة باستهلاك الكحول والمخاطر النسبية التي تشكلها على الصحة. تختلف حجم الجرعة القياسية من 8 غرامات إلى 20 غرامًا بين الدول، ولكن يتم استخدام 10 غرامات من الكحول (12.7 مليلتر) في استبيان اختبار تحديد اضطرابات استخدام الكحول ‏ (AUDIT) الذي أصدرته منظمة الصحة العالمية. وقد اعتمدت هذا القياس عدد من الدول أكثر من أي قياس آخر.

## القضايا الاجتماعية

جدول من دراسة DrugScience لعام 2010 يصنّف مختلف العقاقير (قانونية وغير قانونية) بناءً على تصريحات خبراء أضرار العقاقير. صنفت هذه الدراسة الكحول كأكثر عقار ضار بشكل عام، والعقار الوحيد الذي يسبب أضرارًا اجتماعية أكثر من الأضرار على مستخدميه أنفسهم.

خبراء الإدمان في مجالات طب نفسي، كيمياء، فارماكولوجيا، علم الأدلة الجنائية، وبائيات، والخدمات الشرطية والقانونية شاركوا في تحليل طريقة دلفي حول 20 مادة ترفيهية شائعة. صنف الكحول في المرتبة الثانية من حيث الأضرار الاجتماعية، والسادسة من حيث الاعتماد، والحادية عشرة من حيث الأضرار الجسدية.

### الجرائم المتعلقة بالكحول
الجرائم المتعلقة بالكحول تشير إلى الأنشطة الإجرامية التي تتضمن استخدام الكحول بالإضافة إلى انتهاكات اللوائح التي تغطي بيع أو استخدام الكحول؛ بعبارة أخرى، الأنشطة التي تنتهك قانون الكحول. بعض الجرائم ترتبط بالكحول بشكل خاص، مثل التسمم العام أوالسن القانوني لاستهلاك الخمر، بينما البعض الآخر يكون أكثر احتمالاً أن يحدث بالتزامن مع استهلاك الكحول. السن القانوني والقيادة هما أكثر الجرائم المتعلقة بالكحول شيوعًا في الولايات المتحدة ومشكلة رئيسية في العديد من البلدان إن لم يكن معظمها. وبالمثل، يُقدر أن حوالي ثلث الاعتقالات في الولايات المتحدة تتعلق بسوء استخدام الكحول، وتشكل الاعتقالات بسبب الجرائم المتعلقة بالكحول نسبة كبيرة من جميع الاعتقالات التي تقوم بها الشرطة في الولايات المتحدة وأماكن أخرى.

### طرق بديلة لاستهلاك الكحول
طرق بديلة لاستهلاك الكحول مثل الحقنة الشرجية، أو الاستنشاق، أو فودكا العين، أو استخدام المساحيق (الذي يمكن إضافته إلى الماء لصنع مشروب كحولي، أو استنشاقه باستخدام الرذاذة)، تحمل جميعها مخاطر صحية كبيرة.

### شراهة شرب الكحول

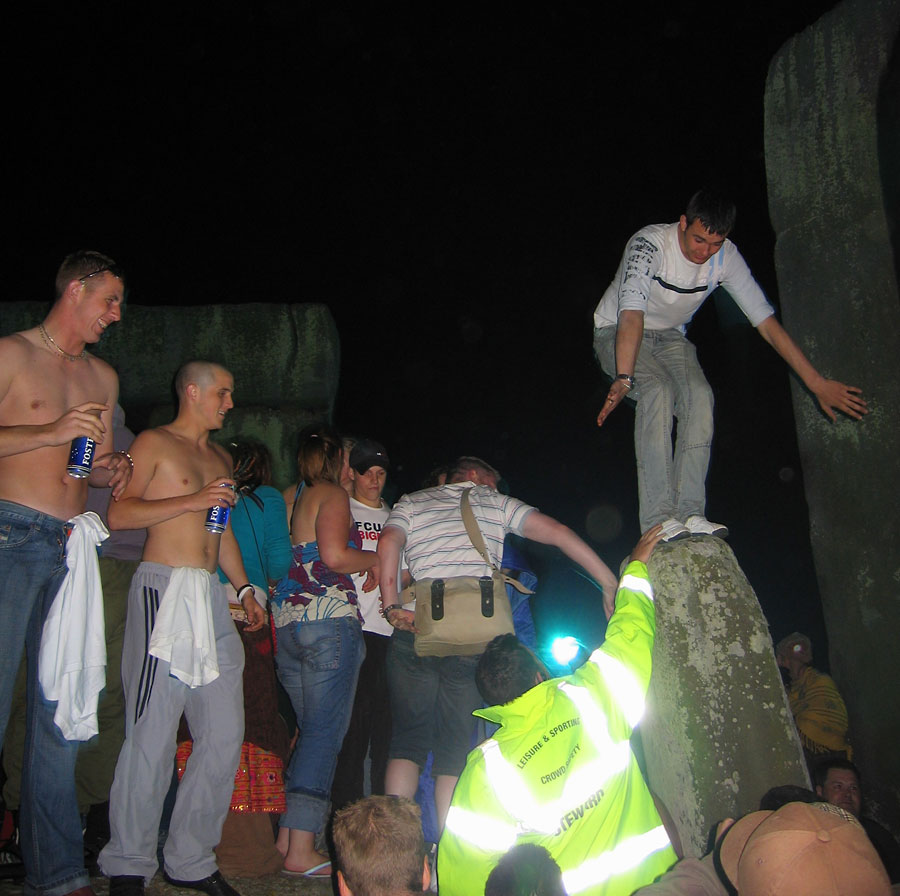
شراهة شرب الكحول يمكن أن تؤدي إلى تدخل الشرطة بسبب التسمم العام و.

شراهة شرب الكحوليات هي نمط من الشرب الشائع في العديد من البلدان حول العالم، ويتداخل بشكل ما مع الشراب الاجتماعي نظرًا لأنه غالبًا ما يتم في مجموعات. مع ذلك، يختلف مستوى التسمم بين الثقافات التي تمارس هذا النمط من الشرب. يمكن أن تحدث شراهة شرب الكحول على مدار ساعات، وتستمر لعدة أيام، أو في حالات الإساءة الممتدة، حتى لأسابيع. بسبب تأثيرات الكحول طويلة الأمد، يُعتبر شرب الكحول بشكل مفرط مشكلة صحة عامة كبيرة.
شراهة شرب الكحول أكثر شيوعًا بين الذكور، في مرحلة المراهقة والشباب. يرتبط الشرب المنتظم والشديد مع تأثيرات سلبية على طب الجهاز العصبي، قلب، قناة هضمية، علم الدم، مناعة (طب), وجهاز عضلي هيكلي، بالإضافة إلى زيادة خطر الإصابة بـ اضطراب نفسيات ناجمة عن الكحول. أظهرت مراجعة للأدبيات في الولايات المتحدة أن ما يصل إلى ثلث المراهقين يمارسون شراهة الشرب، مع 6% منهم يصلون إلى حد الإصابة بـ اضطراب تعاطي المخدرات المرتبط بالكحول. تقارب واحدة من كل 25 امرأة تمارس شراهة الشرب أثناء الحمل، مما يمكن أن يؤدي إلى متلازمة الجنين الكحولي ومتلازمة الجنين الكحولي. الشرب المفرط في مرحلة المراهقة يرتبط بحوادث المرور وأنواع أخرى من الحوادث، والسلوك العنيف، فضلاً عن الانتحار. كلما تكرر شرب الكحول بشكل مفرط في مرحلة الطفولة أو المراهقة وكلما كان الشخص أصغر سنًا، زادت احتمالية تطور اضطراب تعاطي الكحول، بما في ذلك إدمان الكحول. هناك عدد كبير من المراهقين الذين يشربون الكحول بشكل مفرط يتعاطون أيضًا مواد مخدرة أخرى.

### ألعاب الشرب

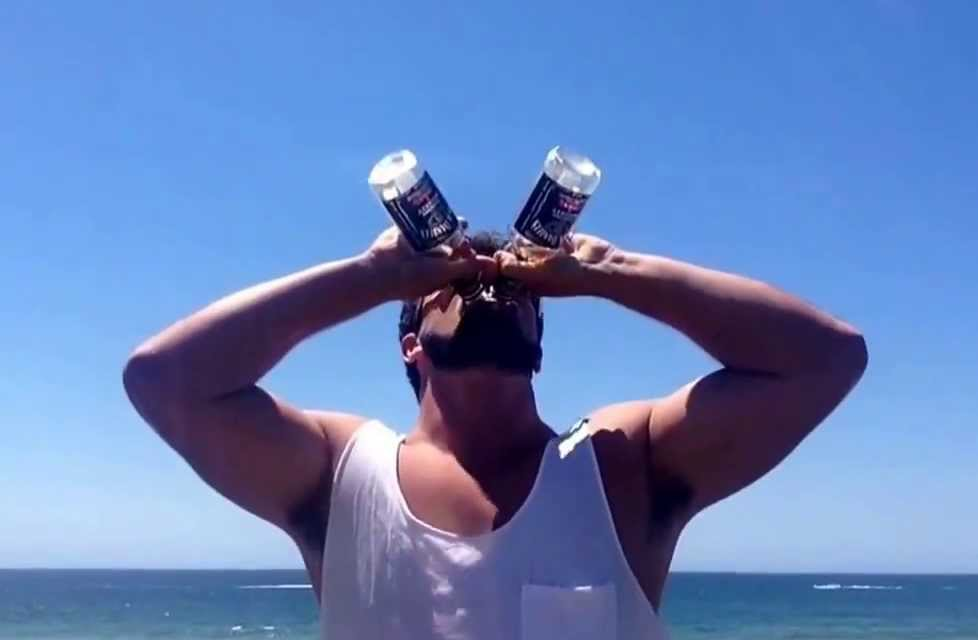
ألعاب "نيكنومينيت" أدت إلى عدة وفيات بسبب التسمم الكحولي.

ألعاب الشرب هي أنشطة اجتماعية شائعة، خاصة بين الشباب وطلاب الجامعات، لكنها تحمل مخاطر صحية كبيرة. غالبًا ما تشجع هذه الألعاب على استهلاك الكحول بسرعة، مما يؤدي في كثير من الأحيان إلى شرب مفرط، والذي قد يتسبب في عواقب وخيمة مثل التسمم الكحولي:
- بونغ البيرة. أشار بعض الكتاب إلى أن لعبة "بونغ البيرة" تساهم في "الشرب الجامعي الخارج عن السيطرة".[75][76][77]
- ساعة الطاقة  [لغات أخرى]‏. قد يواجه اللاعبون صعوبة في إتمام عدد المشروبات المحدد حيث أن معدل الاستهلاك يمكن أن يرفع تركيز الكحول في الدم إلى مستويات عالية.[78][79]
- حامل البرميل  [لغات أخرى]‏ هي لعبة شرب أخرى معروفة بأسلوب الاستهلاك المفرط.[75]
- نيكنومينات. القواعد الأصلية للعبة تتطلب من المشاركين تصوير أنفسهم أثناء شرب نصف لتر من مشروب كحولي. يُعتقد أن خمسة أشخاص قد توفوا نتيجة للعب اللعبة، بما في ذلك رجل من كارديف يُعتقد أنه شرب نصف لتر من الفودكا،[73] وموظف في نزل بلندن الذي قام بخلط زجاجة كاملة من النبيذ الأبيض مع ربع زجاجة من الويسكي وزجاجة صغيرة من الفودكا وعلبة من البيرة.[80] في الحالة الأخيرة، تم استجواب المروج للعبة من قبل الشرطة، ولكن تم تصنيف الوفاة على أنها حادثة بدون أي إكراه.[81]

### القضايا العاطفية
في القضايا العاطفية، يلجأ بعض الأشخاص إلى المخدرات مثل الكحول. يمكن استخدام العقار، وهو مثال على تعديل الاستجابة، لتغيير الاستجابات الفسيولوجية المرتبطة بالعاطفة. على سبيل المثال، يمكن للكحول أن يسبب تأثيرات مهدئة ومضادات للقلق. أظهرت دراسة عام 2013 أن حيلة دفاعية غير ناضجة مرتبطة بتقدير أكبر للطعام المرذول والكحول والتلفاز.
هناك علاقة ذات اتجاهين بين الوحدة والشرب. الأشخاص الذين يشربون أكثر من مرة في الأسبوع يميلون إلى الشعور بالوحدة أكثر، وفقًا لدراسة على العمال اليابانيين خلال جائحة كوفيد-19. من ناحية أخرى، يمكن أن تؤدي مشاعر الوحدة أيضًا إلى زيادة استهلاك الكحول، كما أظهرت دراسة منفصلة. تعد الوحدة عامل خطر رئيسي للاكتئاب وإدمان الكحول.

### ثقافة الرياضة

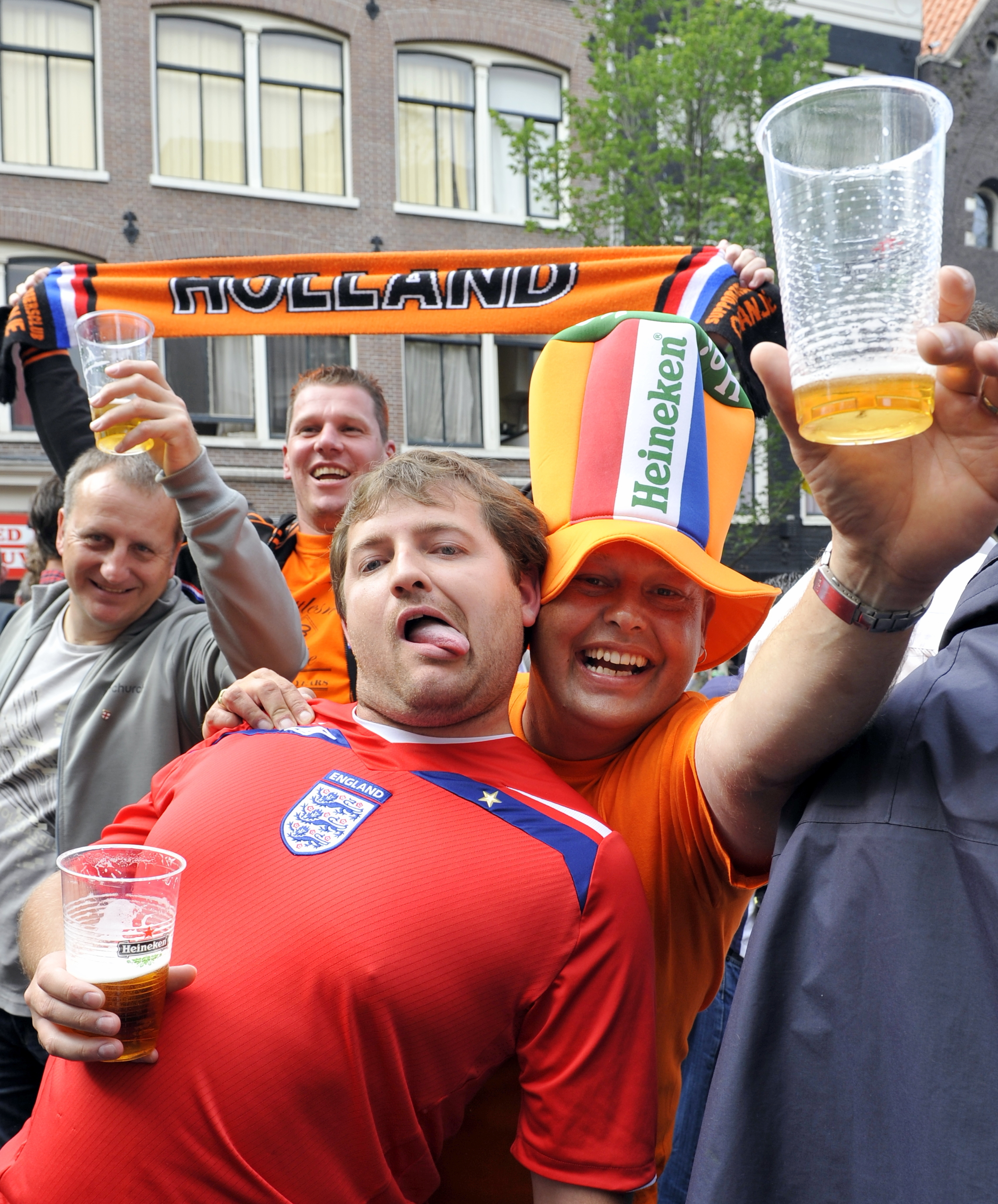
جماهير كرة القدم الإنجليزية والهولندية تشرب معًا في عام 2009

لقد كانت الكحول في كرة القدم قضية معقدة على مر الزمن، مع تأثيرات ثقافية وسلوكية كبيرة. يتم مشاهدة كرة القدم على نطاق واسع في بيئات متنوعة مثل البث التلفزيوني، والحانات الرياضية، والملاعب، مما يساهم في ثقافة الشرب المحيطة بالرياضة. كشفت دراسة عام 2007 في جامعة تكساس في أوستن عن عادات الشرب لـ 541 طالبًا على مدار موسمين رياضيين. أظهرت الدراسة أن أيام المباريات البارزة كانت من بين أكثر المناسبات التي يتم فيها الشرب بشكل مكثف، مشابهة لليلة رأس السنة. زيادة استهلاك الذكور لجميع المباريات، بينما شربت الطالبات الاجتماعيات بشكل كبير خلال المباريات خارج الأرض. كما أظهرت الدراسة أن الشاربين الأقل شربًا كانوا أكثر عرضة للسلوكيات الخطرة أثناء المباريات خارج الأرض مع زيادة سكرهم. تبرز هذه الدراسة أنماط شرب معينة مرتبطة بالأحداث الرياضية الجامعية.

### التواصل المؤذي
قد يسبب الكحول التواصل المؤذي.

#### الاتصال في حالة سكر
يشير مصطلح الاتصال في حالة سكر ‏ إلى قيام شخص تحت تأثير التسمم الكحولي بإجراء مكالمة هاتفية لا يُحتمل أن يقوم بها إذا كان وحدة (علم نفس)، وغالبًا ما يكون ذلك من شخص وحيد يتصل بحبائب سابقة أو حالية.
وجدت دراسة أجريت في عام 2021، والتي درست العلاقة بين إرسال الرسائل النصية في حالة سكر والاضطراب العاطفي، وجود ارتباط إيجابي. تشير النتائج إلى أن التدخلات التي تستهدف مهارات التنظيم الانفعالي الذاتي قد تكون مفيدة.

#### في الخمر الحقيقة
هو تعبير ف اللغة اللاتينية يعني في الخمر، توجد الحقيقة، مما يشير إلى أن الشخص تحت تأثير الكحول يكون أكثر عرضة للكشف عن أفكاره ورغباته المخفية.

### الإشراف الأبوي على استهلاك الكحول من القاصرين
بعض الآباء مستعدون لتوفير الكحول لأبنائهم إذا تناولوه في بيئة تحت إشراف. يُسمح بتوفير الكحول للأطفال في 31 ولاية، بينما يُعتبر ذلك غير قانوني للأطفال الآخرين في جميع الولايات الخمسين. ومع ذلك، على الرغم من وجود أبحاث تشير إلى العواقب السلبية، يعتقد العديد من الآباء عن طريق الخطأ أن توفير الكحول للأطفال القاصرين سيحميهم من الأضرار المرتبطة بالكحول. يستمر هذا الاعتقاد الخاطئ على الرغم من الدراسات التي أظهرت وجود علاقة بين توفير الكحول من قبل الآباء ونتائج غير مرغوب فيها تتعلق باستهلاك الكحول لدى القاصرين. قد يؤدي توفير الكحول من قبل الآباء أثناء الطفولة إلى زيادة خطر الاستهلاك المفرط للكحول في سن المراهقة. ومع ذلك، فإن القيود المنهجية تعوق الوصول إلى استنتاجات سببية. لتوضيح هذه العلاقة، هناك حاجة إلى دراسات طويلة الأمد أكثر قوة تميز بين الرشفات والجرعات الكاملة، وتقيس بدقة العوامل المتداخلة، وتطبق التعديلات متعددة المتغيرات.
ترتبط المواقف الأبويه الأقل تقييدًا بشأن استهلاك الأطفال للكحول ببدء مبكر في استخدام الكحول، وزيادة تكرار الاستخدام، وزيادة حالات السكر لدى الأطفال. بالإضافة إلى ذلك، عندما يرى الأطفال أن آباءهم يتبنون مواقف أكثر تساهلاً تجاه الكحول، فإنهم يكونون أكثر عرضة للمشاركة في شرب الكحول بأنفسهم. المراهقون الذين يُسمح لهم بالشرب من قبل آبائهم كانوا أكثر عرضة للانتقال بسرعة من شربتهم الأولى إلى شرب الكحول بشكل مفرط (5 أو أكثر من المشروبات في مرة واحدة) والشرب الثقيل (3 أو أكثر من المرات في العام الماضي). تتناقض هذه النتائج مع الاعتقاد بأن الموافقة الأبوية على شرب الكحول في سن المراهقة تحمي من إساءة استخدام الكحول، مما يسلط الضوء على المخاطر المرتبطة بالشرب المفرط للمراهقين.
قد يواجه الآباء عواقب قانونية كبيرة في مختلف البلدان والولايات القضائية إذا سمحوا عمداً لأبنائهم بشرب الكحول دون إشراف. تنشأ هذه المسؤولية من الفشل المتوقع في حماية الطفل من المخاطر المرتبطة باستهلاك الكحول، مما قد يؤدي إلى تحقيقات من قبل وكالة خدمات حماية الطفل.

### السلوك الجنسي المحفوف بالمخاطر
ربطت بعض الدراسات بين ثقافة العلاقات العابرة واستخدام المواد المخدرة. أفاد معظم الطلاب أن علاقاتهم العابرة حدثت بعد تناول الكحول. ذكرت فرايتاس في دراستها أن العلاقات بين الشرب وثقافة الحفلات وبين الكحول وثقافة العلاقات العابرة كانت "لا يمكن التغاضي عنها".:41
تشير الدراسات إلى أن درجة تسمم كحولي لدى الشباب ترتبط مباشرة بمستوى السلوك المحفوف بالمخاطر، مثل الانخراط في شركاء جنسيين متعددين.
في عام 2018، أظهرت دراسة هي الأولى من نوعها أن مشروب كحولي ذو كافيين ومشروب الطاقة مرتبطان بالعلاقات الجنسية العابرة والمحاطة بالمخاطر بين البالغين في سن الجامعة.

#### الأمراض المنقولة جنسياً والحمل غير المقصود

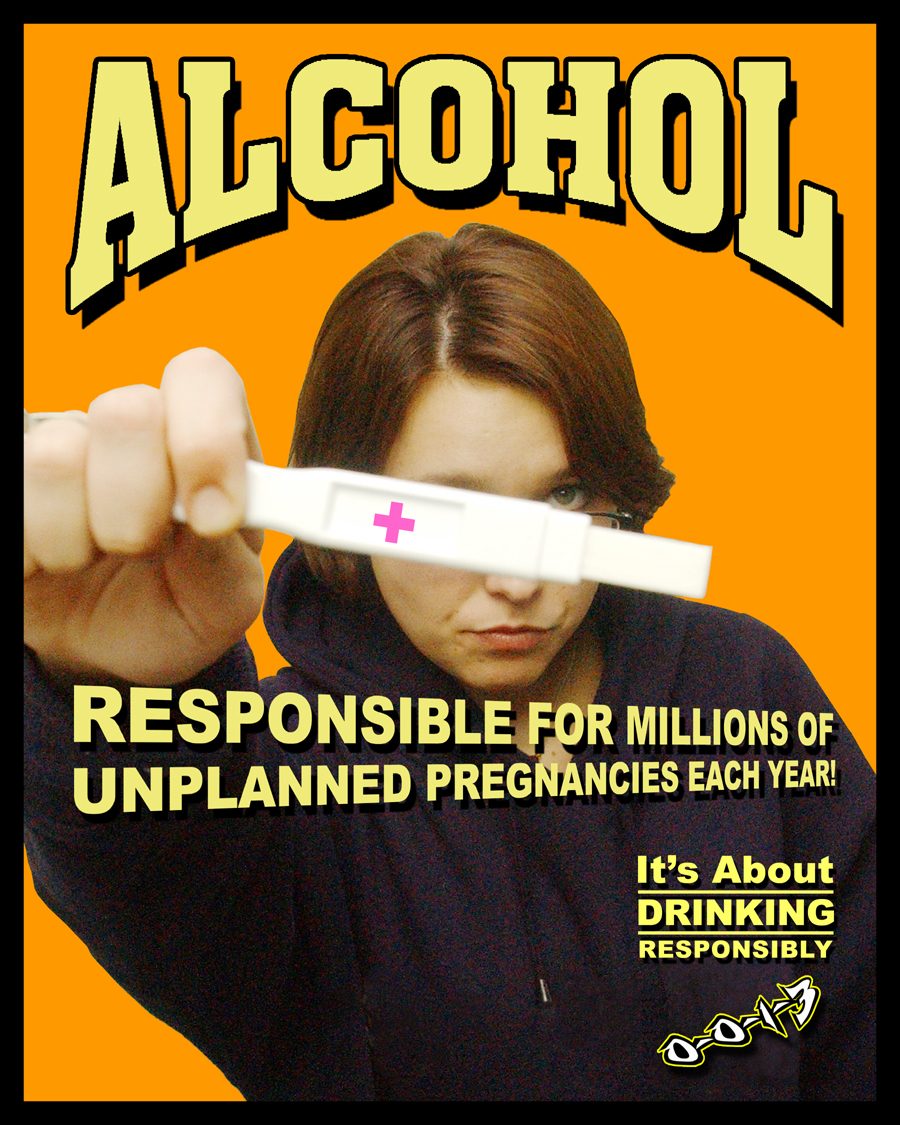
ملصق لحملة إعلامية 0-0-1-3 يسلط الضوء على أن تعاطي العقاقير المسؤول قد يمنع السلوك الجنسي المحفوف بالمخاطر الذي يؤدي غالباً إلى حمل غير مخطط له

يرتبط التسمم الكحولي بزيادة خطر انخراط الأفراد في السلوك الجنسي الخطر مثل الجنس غير المحمي. وقد أفاد كل من الرجال، والنساء، بزيادة النوايا لتجنب استخدام الواقي الذكري ‏ أثناء التسمم الكحولي.
العزل، المعروف أيضاً بالسحب أو طريقة السحب، هو وسيلة تحديد النسل أثناء الجماع، حيث يُسحب القضيب من مهبل أو الشرج قبل القذب لتوجيه المني بعيداً لتجنب التلقيح. يحمل العزل مخاطر نقل الأمراض والحمل. وتزداد هذه المخاطر خلال التسمم الكحولي، لأن انخفاض الكبت الجنسي قد يجعل من الصعب السحب في الوقت المناسب.
النساء اللواتي يعانين من الحمل غير المقصود أكثر عرضة للتدخين والحمل، أو شرب الكحول أثناء الحمل، والإفراط في شرب الكحول خلال الحمل، مما يؤدي إلى نتائج صحية سيئة. (راجع أيضاً: متلازمة الجنين الكحولي)
تمت دراسة العلاقة بين شرب الكحول وكيفية تطور الإيدز وتقدمه لدى الأشخاص في أبحاث سابقة. حتى الآن، يعتبر فيروس نقص المناعة البشرية (HIV) من الأمراض المنقولة جنسياً مرتبط بالكحول في أحدث تقييمات المخاطر المقارنة أو الأنشطة ذات الصلة بمنظمة الصحة العالمية.

### الضرر المجتمعي
يسبب الكحول العديد من الآثار الضارة في المجتمع. قدّرت مراجعة منهجية لعام 2023 التكاليف المجتمعية لاستهلاك الكحول بنحو 2.6% من الناتج المحلي. تشمل العديد من زيارات قسم الطوارئ حالات مرتبطة بالكحول. ترتبط معدلات توفر الكحول واستهلاكه بزيادة معدلات الإنزعاج، التسكع، التسول، والسلوك غير المنضبط في الفضاء العمومي.
تحدّت دراسة أجريت في عام 2011 التصور السائد بأن الهيروين هو المادة الأكثر خطورة. تشير الأبحاث إلى أنه عند النظر في التكاليف الاجتماعية، الجسدية، والمالية الواسعة، قد يكون الكحول أكثر ضررًا.
الأفراد الذين يتفاعلون مع أو يشاركون محتوى مرتبط بالكحول على خدمات الشبكات الاجتماعية يميلون إلى مستويات أعلى من استهلاك الكحول والمشكلات ذات الصلة.

#### الجامعة

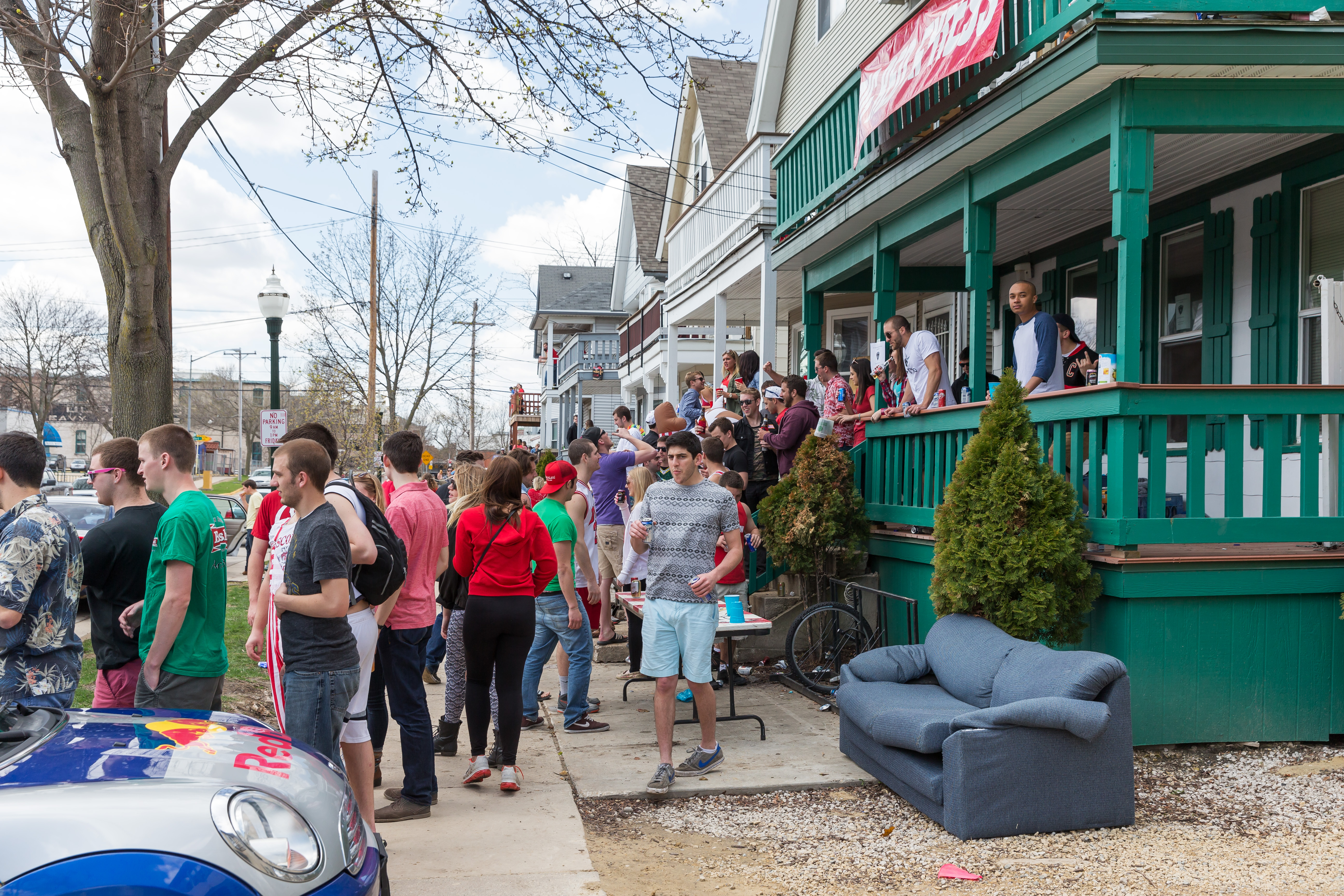
حفلة منزلية تجمع أعدادًا كبيرة من الأشخاص في سن الكلية للاحتفال بـ طقوس ربيع مدعومة بالكحول.

يستهلك العديد من طلاب الكليات، الجامعات، ومؤسسات التعليم الثالثي أخرى المشروبات الكحولية. تختلف القوانين والثقافة الاجتماعية المحيطة بهذه الممارسة من بلد إلى آخر ومن نوع مؤسسة إلى آخر، وحتى داخل المؤسسة نفسها، قد يشرب بعض الطلاب بكثرة بينما قد يمتنع آخرون. في الولايات المتحدة، يرتبط الشرب بشكل خاص بالهيئات الأخوية ‏.
تسلط قائمة الوفيات الناجمة عن التنمر في الولايات المتحدة ‏ الضوء على اتجاه مقلق، حيث وقعت وفاة واحدة على الأقل بسبب طقوس الجامعات كل عام من عام 1969 إلى 2021. حدثت أكثر من 200 حالة وفاة بسبب طقوس الجامعات منذ عام 1838، مع وقوع 40 حالة وفاة بين 2007 و2017 فقط. يعد تسمم الكحول السبب الأكبر للوفيات.
المعاقرة بين طلاب الجامعات تشير إلى سلوكيات الشرب غير الصحية من قبل طلاب الكليات والجامعات. بينما تختلف القوانين حسب البلد، إلا أن العدد الكبير من الطلاب القُصّر الذين يستهلكون الكحول قد قدم العديد من المشاكل والعواقب للجامعات. تشمل أسباب تعاطي الكحول ضغط الأقران، والانخراط في الهيئات الأخوية، والتوتر. الطلاب الذين يسيئون استخدام الكحول قد يعانون من صحة طلاب الكلية، أو بسبب الأداء الأكاديمي السيئ أو العواقب القانونية. تشمل الوقاية والعلاج الاستشارة داخل الحرم الجامعي، التنفيذ الأقوى لقوانين الشرب للقصر أو تغيير ثقافة الحرم الجامعي.
تشير أبحاث حديثة إلى أن وفرة بائعي الكحول وتوفر المشروبات الكحولية الرخيصة يرتبطان بالاستهلاك الكثيف للكحول بين طلاب الجامعات.

#### السكان الأصليون الأمريكيون
تأثر العديد من السكان الأصليين في الولايات المتحدة سلبًا بشرب المشروبات الكحولية أو أصبحوا مدمنين عليه. بين السكان الأصليين المعاصرين وسكان ألاسكا الأصليين ‏، 11.7% من جميع الوفيات مرتبطة بالكحول. بالمقارنة، حوالي 5.9% من الوفيات العالمية تُعزى لاستهلاك الكحول. بسبب الصورة النمطية السلبية والتحيزات القائمة على العرق والطبقة الاجتماعية، تنتشر التعميمات والأساطير حول موضوع إساءة استخدام الكحول بين السكان الأصليين الأمريكيين.

#### التشرد

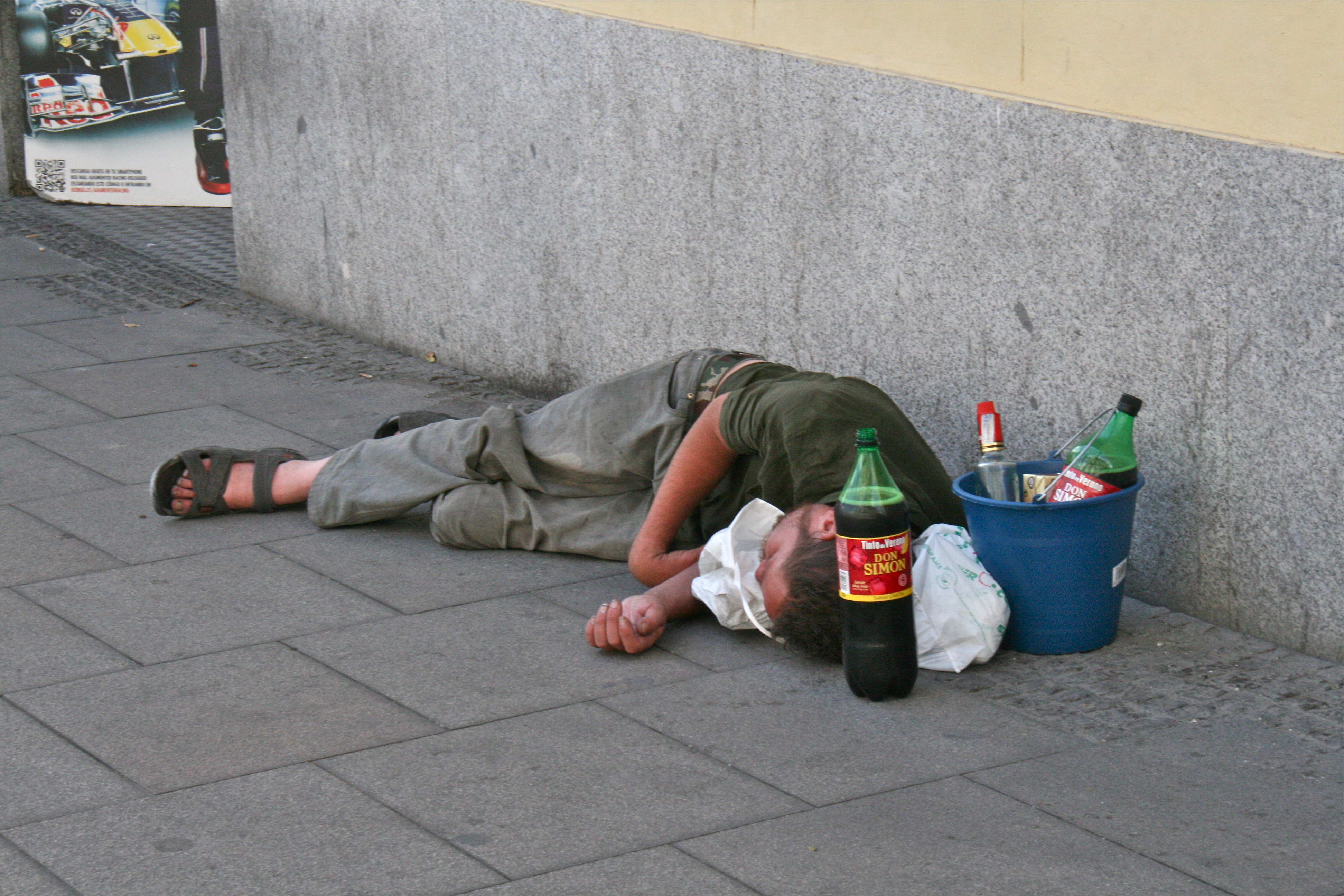
رجل مستلقٍ في الشارع بجانب أغراضه بعد تناوله للكحول.

ترتبط حالات مثل إدمان الكحول والاضطراب النفسي غالبًا بالتشرد. بالنسبة للأشخاص في روسيا، خاصة نادي الشباب (توضيح)، يُعد استخدام الكحول والمواد المخدرة سببًا رئيسيًا ومبررًا للتشرد والاستمرار فيه. كذلك، أبلغ أطفال شوارع من مناطق ذات موارد محدودة عن معدل انتشار مرتفع لاستخدام المواد المخدرة خلال حياتهم. وتشمل المواد الأكثر استخدامًا المستنشقات، تليها التبغ، والكحول، ومارجوانا.

#### مرتبط بالعمل
الإفراط في العمل مرتبط بزيادة خطر استهلاك الكحول بشكل غير صحي. كذلك، يمكن أن تزيد البطالة من خطر استهلاك الكحول والتدخين. ما يصل إلى 15% من الموظفين يظهرون سلوكيات مرتبطة بالكحول في مكان العمل، مثل الشرب قبل الذهاب إلى العمل أو حتى أثناء العمل.

##### مخاطر مهنية
فتاة البار ‏ هي امرأة تُدفع لها لتسلية الزبائن في حانة أو ملهى ليلي. "غرامة البار" هي مبلغ يدفعه العميل لمشغلي الحانة أو الملهى الليلي في شرق وجنوب شرق آسيا، مما يسمح لها بمغادرة العمل مبكرًا، عادةً لمرافقة العميل خارجًا لتقديم خدمات جنسية. تُظهر العاملات بالجنس في البلدان ذات الدخل المنخفض والمتوسط معدلات عالية من استهلاك الكحول الضار، والذي يرتبط بزيادة خطر السلوك الجنسي المحفوف بالمخاطر. كشفت فحوصات أجريت في تسعينيات القرن الماضي في ملاوي، وهي دولة أفريقية، أن حوالي 80% من فتيات البار يحملن فيروس العوز المناعي البشري. وأشارت الأبحاث التي أُجريت في ذلك الوقت إلى أن الجنس من أجل البقاء كان دافعًا رئيسيًا للانخراط والاستمرار في العمل الجنسي.

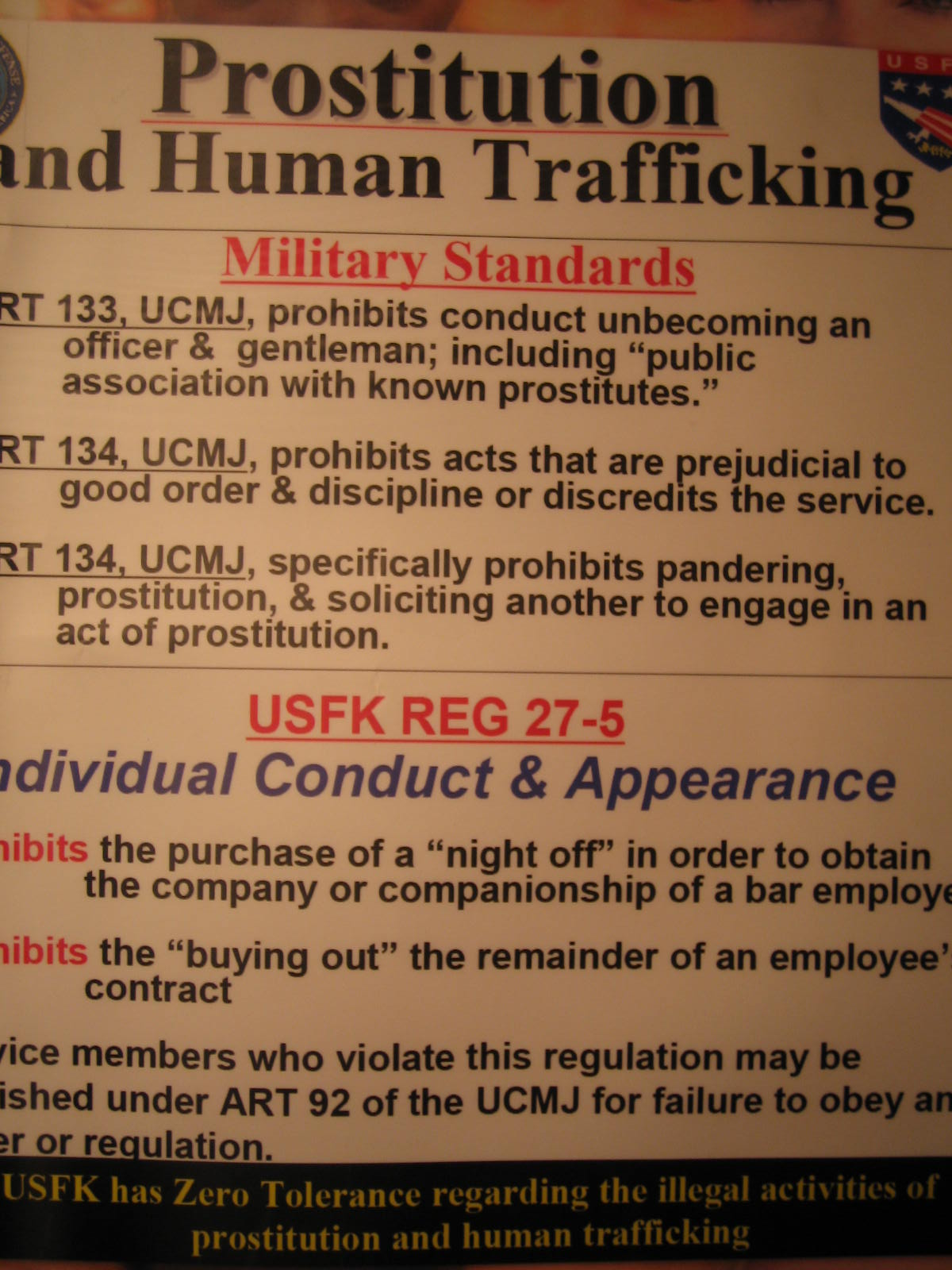
ملصق لقوات الولايات المتحدة في كوريا يحذر الجنود من الانخراط في الدعارة أو دفع "غرامة البار"، التي تُشار إليها هنا بـ "ليلة إجازة".

وجدت دراسة أجريت عام 2022 أن السقاة يواجهون مستويات عالية من استهلاك الكحول والمخدرات الخطرة، خاصة بين أولئك الذين يعملون لأكثر من 40 ساعة في الأسبوع، مع تسجيل الذكور والأفراد الذين تتراوح أعمارهم بين 26 و40 عامًا أعلى معدلات الاستهلاك المشكل، مما يبرز الحاجة إلى تدخلات وقائية مستهدفة ومزيد من التحقيق في العوامل الخطرة الكامنة.

#### الفقر

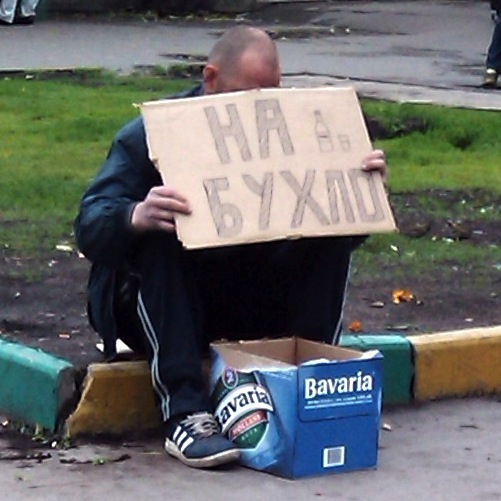
رجل في أحد شوارع موسكو يطلب المال لشراء مشروبات كحولية.

يمكن أن يساهم استهلاك الكحول في الفقر الثانوي (حيث يعود الناس إلى الفقر بعد الهروب منه). وجد مكتب إحصاءات العمل أن "المستهلك الأمريكي العادي يخصص 1% من جميع إنفاقه للكحول".

#### السياحة غير المستدامة
بعض الوجهات السياحية الشهيرة تتخذ إجراءات صارمة ضد تأثيرات السياحة الناجمة عن شرب الكحول المفرط. في محاولة لتعزيز صناعة سياحة مستدامة، تنفذ هذه المواقع لوائح جديدة للحد من شراهة شرب الكحوليات. يشمل ذلك يوتشمايور، ميورقة، كالفيا (ماغالوف) في ميورقة وسان أنتوني في إيبيزا، حيث يتم حظر مبيعات الكحول في ساعات متأخرة من الليل. يأتي ذلك بعد سنوات من المشكلات مع السياح المزعجين والتأثيرات السلبية على السكان المحليين.

### الانتحار

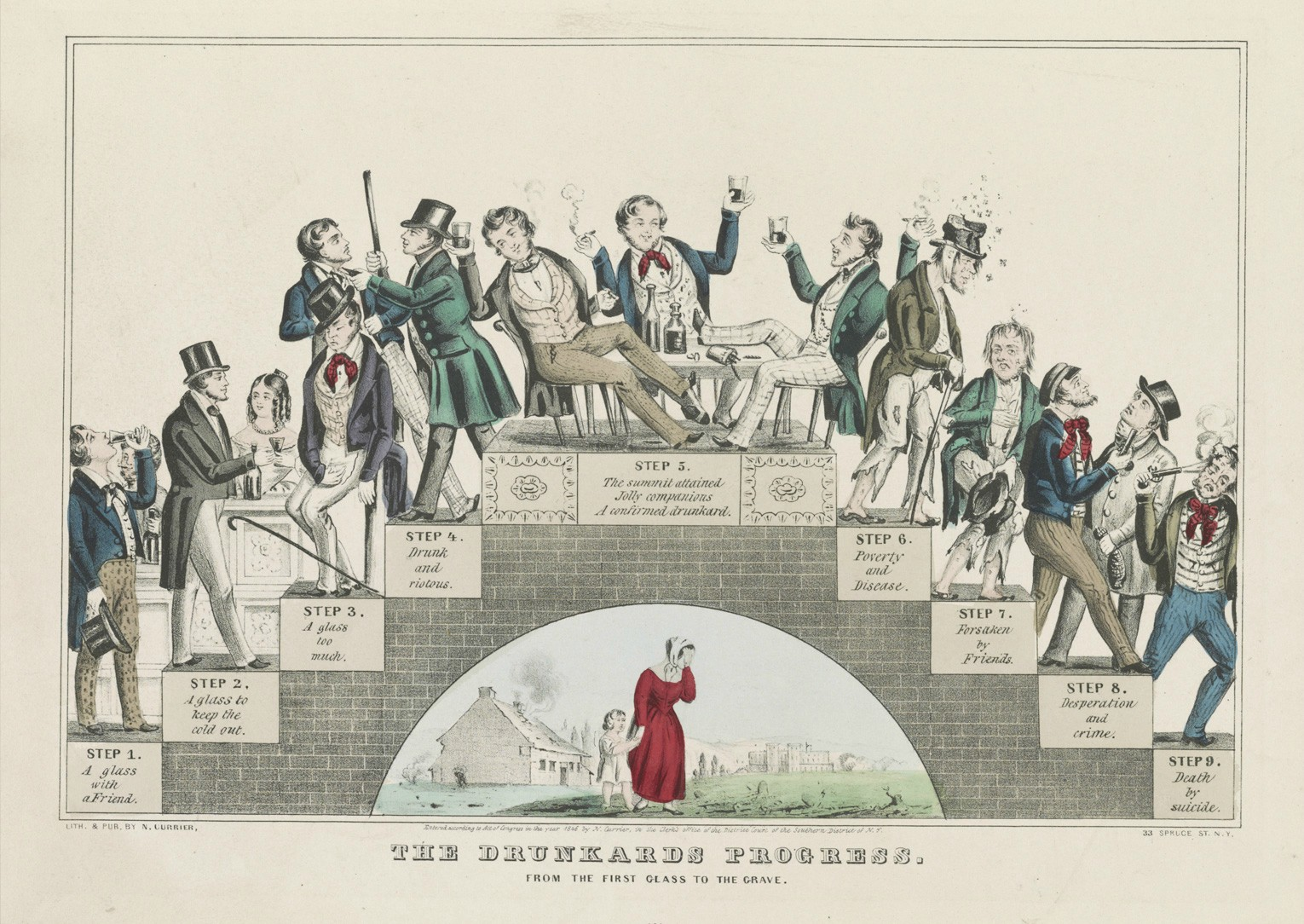
The Drunkard's Progress: from the first glass to the grave, تظهر كيف يبدأ كأس واحد مسارًا ينتهي بالانتحار.

معظم الأشخاص الذين يموتون بالانتحار يكونون تحت تأثير مهدئ (مثل الكحول أو البنزوديازيبينات)، حيث يظهر إدمان الكحول في ما بين 15% و61% من الحالات. البلدان التي لديها معدلات أعلى لاستهلاك الكحول وكثافة أكبر للحانات عادة ما تكون أيضًا لديها معدلات أعلى للانتحار. حوالي 2.2–3.4% من أولئك الذين تم علاجهم من إدمان الكحول في مرحلة ما من حياتهم يموتون بالانتحار. الأشخاص الذين يحاولون الانتحار من المدمنين على الكحول عادة ما يكونون من الذكور، أكبر سنًا، وقد حاولوا الانتحار في الماضي. في المراهقين الذين يسيئون استخدام الكحول، قد تساهم الاضطرابات العصبية والنفسية في زيادة خطر الانتحار.